# Bengáli csér

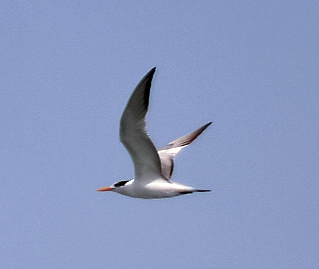
Röpképe

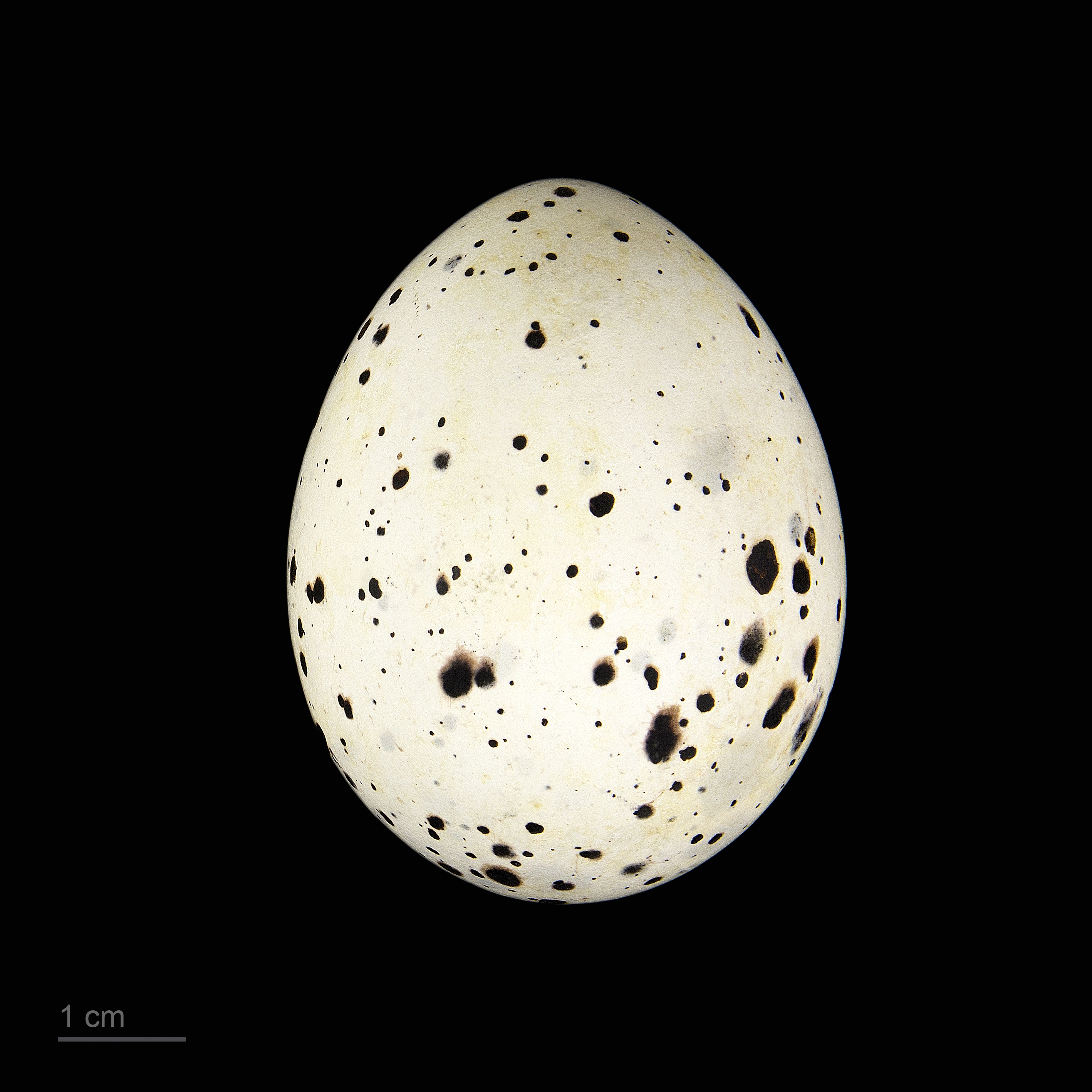
Thalasseus bengalensis

A bengáli csér (Thalasseus bengalensis) a madarak osztályának a lilealakúak (Charadriiformes) rendjébe, ezen belül a csérfélék (Sternidae) családjába tartozó faj.
Egyes rendszerezések a Sterna nemhez sorolják Sterna bengalensis néven.

## Előfordulása
A Földközi-tengernél, a Vörös-tenger partvidékén, az Indiai-óceánon, Csendes-óceán nyugati részén és Ausztráliában honos. Kóborló példányai Európában is megfordulnak.

## Alfajai
- Thalasseus bengalensis bengalensis
- Thalasseus bengalensis emigrata
- Thalasseus bengalensis par
- Thalasseus bengalensis torresii